# Sverri Djurhuus
Sverri Djurhuus (* 11. Juli 1920 in Kollafjørður; † 18. Oktober 2003 in Tórshavn) war ein färöischer Schriftsteller und als Angehöriger der Waffen-SS einer der mindestens vier färöischen Freiwilligen im Zweiten Weltkrieg.
Sverri Djurhuus wurde 1920 als Sohn von Sigvald Oliver Djurhuus und Anna Sofie Elisabeth (geb. Hansen) aus Miðvágur geboren. Sein Großvater war Napoleon Djurhuus, Sohn des Jens Hendrik Djurhuus (1799–1892).
Er schrieb Gedichte und Kurzgeschichten. Seinen Lebensunterhalt verdiente er als Taxifahrer und Automechaniker. Bei der Løgtingswahl 1974 unterstützte Djurhuus, der zu dieser Zeit in Hvítanes wohnte, die republikanisch-sozialistische Partei Tjóðveldi.
Laut dem Bildungsportal Snar, das im Auftrag des färöischen Bildungsministeriums betriebenen wird, zählen Djurhuus’ Kurzgeschichten Dømdur til deyða, Bjarni und Fyrsta árið til skips zur Schullektüre auf den Färöern.

## Schriften (Auswahl)
- Lívsmyndir. Søgur, hugleiðingar og yrkingar. Belletristik. Óðin, Tórshavn 1979.
- Lívið er eittans. Níggju stuttsøgur. Novelle. Oðin, Tórshavn 1985.